# Wadgaon
Wadgaon är en ort i Indien.   Den ligger i distriktet Pune och delstaten Maharashtra, i den sydvästra delen av landet, 1 200 km söder om huvudstaden New Delhi. Wadgaon ligger 631 meter över havet och antalet invånare är 12 373.
Terrängen runt Wadgaon är platt åt nordost, men åt sydväst är den kuperad. Runt Wadgaon är det tätbefolkat, med 286 invånare per kvadratkilometer. Närmaste större samhälle är Talegaon Dābhāde, 3,8 km öster om Wadgaon. Trakten runt Wadgaon består till största delen av jordbruksmark.